# Кућа Јована Смедеревца
Кућа Јована Смедеревца се налази у Београду, у Нушићевој улици 27, представља непокретно културно добро као споменик културе.
Кућу је за своје потребе пројектовао и изградио инжењер Јован Смедеревац, 1901. године. Пројектована као угаона зграда која има двојну намену, са кубетом над уским прочељем осликава академску традицију. Академски приступ присутан је и у обликовању симетрично рашчлањених фасада с наглашеном хоризонталном поделом зидног платна. Особеност објекта представља његова сецесијска пластична декорација, која га чини једним од првих примера продора нових стилских тенденција у архитектури Београда.
Сецесијском декорацијом су оживљене слободне зидне површине спрата, а чеона фасада је наглашена истуреним балконом са оградом од кованог гвожђа, такође карактеристичним елементом декоративног језика сецесије.